# Liste der Kulturdenkmäler in Ilbesheim bei Landau in der Pfalz
In der Liste der Kulturdenkmäler in Ilbesheim bei Landau in der Pfalz sind alle Kulturdenkmäler der rheinland-pfälzischen Ortsgemeinde Ilbesheim bei Landau in der Pfalz aufgeführt. Grundlage ist die Denkmalliste des Landes Rheinland-Pfalz (Stand: 14. August 2023).

## Denkmalzonen
| Bezeichnung          | Lage | Baujahr                 | Beschreibung | Bild            |
| -------------------- | --- | ----------------------- | --- | --------------- |
| Denkmalzone Ortskern | Arzheimer Straße 1–7, 11–31 (ungerade Nummern) und 2–14 (gerade Nummern), Leinsweiler Straße 1–5, Hauptstraße 1 Lage | 17. bis 19. Jahrhundert | geschlossene historische Baustruktur mit Hofanlagen vor allem des 17. bis 19. Jahrhunderts, viele Fachwerkgebäude | Fotos hochladen |

## Einzeldenkmäler
| Bezeichnung             | Lage                                         | Baujahr                              | Beschreibung | Bild                           |
| ----------------------- | -------------------------------------------- | ------------------------------------ | --- | ------------------------------ |
| Wohnhaus                | Arzheimer Straße 2 Lage                      | 1780                                 | barockes Fachwerkhaus über Hochkeller, Torbogen mit Nebenpforte, bezeichnet 1780                                                      | Fotos hochladen                |
| Hofanlage               | Arzheimer Straße 5 Lage                      | 1736                                 | Hofanlage; barocker Krüppelwalmdachbau, bezeichnet 1736 (Bild)                                                                        | weitere Bilder Fotos hochladen |
| Kellerbogen             | Arzheimer Straße, an Nr. 11 Lage             | 1558                                 | Kellerbogen, bezeichnet 1558 | Fotos hochladen                |
| Wohnhaus                | Arzheimer Straße 17 Lage                     |                                      | barockes Fachwerkhaus mit Fenstererker; ein Hoftorpfosten mit Hochwassermarke von 1927 (Bild)                                         | weitere Bilder Fotos hochladen |
| Protestantische Kirche  | Arzheimer Straße 18 Lage                     | 1719                                 | barocker Saalbau mit Dachreiter, bezeichnet 1719                                                                                      | weitere Bilder Fotos hochladen |
| Hofanlage               | Arzheimer Straße 19 Lage                     | 18. Jahrhundert                      | spätbarocker Vierseithof; Fachwerkhaus, 18. Jahrhundert, Anbau bezeichnet 1798                                                        | Fotos hochladen                |
| Wohnhaus                | Arzheimer Straße 21 Lage                     | 1705                                 | barockes Fachwerkhaus über Hochkeller, am Fenstererker bezeichnet 1705                                                                | Fotos hochladen                |
| Spolie                  | Arzheimer Straße, an Nr. 22 Lage             | 1730                                 | barocker Scheitelstein, bezeichnet 1730                                                                                               | Fotos hochladen                |
| Hofanlage               | Arzheimer Straße 25 Lage                     | 1750                                 | barocke Hofanlage; Fachwerkhaus, Fachwerkscheune unter Krüppelwalmdach, Nebengebäude bezeichnet 1750, Hochwassermarke bezeichnet 1923 | weitere Bilder Fotos hochladen |
| Wendeltreppe und Portal | Arzheimer Straße, an Nr. 45 Lage             | um 1600                              | steinerne Wendeltreppe und Renaissance-Portal, um 1600                                                                                | Fotos hochladen                |
| Hofanlage               | Arzheimer Straße 51 Lage                     | Ende des 18. Jahrhunderts            | barocke Hofanlage; Fachwerkhaus, Ende des 18. Jahrhunderts, Krüppelwalmdachscheune                                                    | Fotos hochladen                |
| Torbogen                | Arzheimer Straße, an Nr. 53 Lage             | 1761                                 | barocker Torbogen, bezeichnet 1761 (Bild)                                                                                             | weitere Bilder Fotos hochladen |
| Schulhaus               | Frühmeßstraße 1 Lage                         | um 1900                              | ehemalige Schule; Walmdachbau, Neurenaissance, um 1900                                                                                | Fotos hochladen                |
| Hofanlage               | Hauptstraße 14 Lage                          | 18. Jahrhundert                      | Hakenhof; barockes Fachwerkhaus, teilweise massiv, 18. Jahrhundert; am Torpfosten zu Nr. 12 bezeichnet 1565 (Bild)                    | weitere Bilder Fotos hochladen |
| Wohnhaus                | Hauptstraße 17 Lage                          | 18. oder 19. Jahrhundert             | Wohnhaus, im Kern aus dem 18. oder 19. Jahrhundert, Obergeschoss verklinkert                                                          | Fotos hochladen                |
| Pforte                  | Hauptstraße, an Nr. 20 Lage                  | 1747                                 | barocke Bogenpforte, bezeichnet 1747                                                                                                  | Fotos hochladen                |
| Wohnhaus                | Hauptstraße 24 Lage                          | 1777                                 | spätbarockes Fachwerkhaus mit Torbogen, bezeichnet 1777                                                                               | Fotos hochladen                |
| Wohnhaus                | Kalmitgasse 2 Lage                           | 17. oder 18. Jahrhundert             | barockes Fachwerkhaus, 17. oder 18. Jahrhundert                                                                                       | Fotos hochladen                |
| Wohnhaus                | Kalmitgasse 4 Lage                           | 18. Jahrhundert                      | eingeschossiges barockes Fachwerkhaus, verschiefert, über Hochkeller, 18. Jahrhundert                                                 | Fotos hochladen                |
| Hofanlage               | Kalmitgasse 6 Lage                           |                                      | Hofanlage; langgestrecktes Fachwerkhaus, im massiven Erdgeschoss Renaissancefenster                                                   | Fotos hochladen                |
| Rathaus                 | Leinsweiler Straße 1 Lage                    | 1558/1559                            | barock überformter Fachwerkbau, Erdgeschoss mit Arkaden; bezeichnet 1558 (Bild) und 1559 (Bild)                                       | weitere Bilder Fotos hochladen |
| Wohnhaus                | Leinsweiler Straße 3 Lage                    | 1741                                 | barockes Fachwerkhaus, teilweise massiv, bezeichnet 1741 (Bild)                                                                       | weitere Bilder Fotos hochladen |
| Wohnhaus                | Leinsweiler Straße 5 Lage                    | zweite Hälfte des 18. Jahrhunderts   | spätbarocker abgewalmter Mansarddachbau, zweite Hälfte des 18. Jahrhunderts                                                           | Fotos hochladen                |
| Hofanlage               | Leinsweiler Straße 21 Lage                   | 1868                                 | Vierseithof; spätklassizistisches Wohnhaus, bezeichnet 1868 (Bild)                                                                    | weitere Bilder Fotos hochladen |
| Wohnhaus                | Leinsweiler Straße, bei Nr. 21 Lage          | letzten Drittel des 18. Jahrhunderts | spätbarockes Fachwerkhaus, teilweise massiv, wohl aus dem letzten Drittel des 18. Jahrhunderts                                        | Fotos hochladen                |
| Spolie                  | Leinsweiler Straße, an Nr. 33 Lage           | 1763                                 | barocker ehemaliger Bogenschlussstein, bezeichnet 1763                                                                                | Fotos hochladen                |
| Hofanlage               | Zittergasse 1 Lage                           | 1604                                 | Hofanlage; Krüppelwalmdachbau, Eckerker, bezeichnet 1604, Fachwerknebengebäude, teilweise massiv, bezeichnet 1818                     | Fotos hochladen                |
| Napoleonsbank           | südöstlich des Ortes; Flur Am Köhlerweg Lage | 1811                                 | steinerne Ruhebank zwischen zwei hohen Pfosten, bezeichnet „EL[E]WE BAR LA COMMVN DE I[L]BESHEIM EN 1811 LE 9 IVNIVS“                 | weitere Bilder Fotos hochladen |

## Ehemalige Kulturdenkmäler
| Bezeichnung    | Lage                                                           | Baujahr                            | Beschreibung | Bild            |
| -------------- | -------------------------------------------------------------- | ---------------------------------- | --- | --------------- |
| Spolie         | Arzheimer Straße, an Nr. 12 Lage                               | 1761                               | barocker Bogenschlussstein, bezeichnet „J. Peter Born / Judica Bornin / 1761“, mit Küferzeichen; Gebäude abgebrochen, Verbleib unbekannt | Fotos hochladen |
| Kilometerstein | südwestlich des Ortes an der L 509; Flur Im vorderen Kaes Lage | zweite Hälfte des 19. Jahrhunderts | Sandsteinkegel, zweite Hälfte des 19. Jahrhunderts; seit 2022 nicht mehr auffindbar und aus Denkmalliste gelöscht                        | Fotos hochladen |